# غریس (معسکر)
غریس (به عربی: غريس) یک شهرداری در الجزایر است که در استان معسکر واقع شده‌است.
 غریس  ۲۸٬۸۲۳inh نفر جمعیت دارد.